# Raión de Krasnogvardéiskoye (Bélgorod)
El raión de Krasnogvardéiskoye (ruso: Красногварде́йский райо́н) es un distrito administrativo y municipal (raión) ruso perteneciente a la óblast de Bélgorod. Se ubica en el este de la óblast. Su capital es Biriuch.
En 2021, el raión tenía una población de 32 242 habitantes.
El topónimo del raión "Krasnogvardéiskoye" es el que tenía su capital hasta el año 2007, que se decidió mantener para la denominación del raión pese a haber cambiado de nombre la ciudad.

## Subdivisiones
Comprende 87 localidades, agrupadas en quince ayuntamientos, que son el de la ciudad de Biriuch (la capital) y los siguientes catorce asentamientos rurales:
- Valuichik
- Vérjniaya Pokrovka
- Verjososna
- Vesióloye
- Zasosna
- Kalínovo
- Kolomytsevo
- Lívenka
- Máryevka
- Nikítovka
- Novojutornoye
- Palatovo
- Strelétskoye
- Útochka